# Massimo Costa
Massimo Costa (Roma, 2 de juny de 1951 – 30 de gener de 2004) ha estat un director de cinema italià.

## Biografia
Fill de Mario Costa, va debutar com a director l'any 1980, comissariant especials musicals i programes de televisió per a Rai i Videomusic fins al 1988. El 1989 i el 1990 es va ocupar del Festival Internacional de Folklore d'Agrigent. Va debutar com a director de llargmetratges l'any 1989 amb Voglia di rock, amb Antonella Ponziani i Karl Zinny, presentada als Festivals de Cinema de Locarno i de València. El 1991 va dirigir l'espectacle de teatre Bar Universal 24 ore su 24 i l'any següent va posar en escena Ma l'amor mio non muore, una peça en tres actes de Claudio Lizza. Entre altres espectacles de teatre dirigeix La regina gioca con il re (1994, amb Marina Tagliaferri i Luca Lazzareschi) i Morì di profilo, (1995, amb Alessandra Acciai i Marina Tagliaferro). i al Noir al Festival de Courmayeur. El 2001 va dirigir La repubblica di San Gennaro amb Aldo Giuffré i Lucrezia Lante della Rovere. Va morir als 52 anys en un hospital romà on feia uns dies que estava hospitalitzat esperant un trasplantament.

## Filmografia
- 1988: Voglia di rock
- 1999: Vuoti a perdere
- 2003: La repubblica di San Gennaro